# Таранки (Пермский край)
Таранки — деревня в Пермском районе Пермского края. Входит в состав Фроловского сельского поселения.

## Географическое положение
Расположена на левом берегу реки Быковка примерно в 30 км к востоку от административного центра поселения, села Фролы, и в 33 км к юго-востоку от центра города Перми.

## Население
| 2010 |
| ---- |
| 2    |

## Улицы[2]
- Ольховая ул.
- Сиреневая ул.

## Топографические карты
- Лист карты O-40-78 Серга. Масштаб: 1 : 100 000. Состояние местности на 1983 год. Издание 1984 г.